# Josef Pavlán
Josef Pavlán (2. května 1907 Vítkovice – 20. listopadu 1942 Koncentrační tábor Auschwitz) byl český učitel, odbojář a oběť nacismu.

## Život
Josef Pavlán se narodil 2. května 1907 ve Vítkovicích, které jsou od roku 1924 součástí Ostravy. Stal se učitelem na Komenského obecné škole chlapecké v Přerově. Byl členem přerovského Sokola.

## Protinacistický odboj
Po německé okupaci v březnu 1939 vstoupil do protinacistického odboje. Na přelomu let 1940 a 1941 stál u obnovy přerovské organizace Obrany národa, jejímž vedoucím se i stal. Hlavním zaměřením skupiny byla zpravodajská činnost zaměřená na přesuny německých vojenských jednotek a válečného materiálu v prostoru střední a východní Moravy. Organizačně skupina podléhala tzv. Moravské pětce, konkrétně Josefu Grňovi a Františku Bednářovi. Za svou činnost byl zatčen gestapem. Zahynul 20. listopadu 1942 v koncentračním táboře Auschwitz.